# Pruit
Pruit es una localidad de la comarca de Osona, provincia de Barcelona, Cataluña, España. Forma parte del municipio de Rupit y Pruït (Rupit i Pruit). Se accede a él por una carretera local que parte de la carretera comarcal C-153 de Vich a Olot aproximadamente a la misma altura que la que lleva a Rupit pero en la dirección contraria (a la izquierda viniendo desde Vich). 
Su población a 1 de enero de 2010 era de 100 habitantes (50 varones y 50 mujeres).

## Historia
El topónimo aparece documentado por primera vez en el año 955 con la forma Pruydo. Se tienen noticias de la iglesia de San Andrés de Pruit desde principios del siglo XII y de la de San Lorenzo Dosmunts desde el siglo XIII. Estas iglesias, como otras del municipio, sufrieron daños en el siglo XV a causa del terremoto que asoló parte del norte de Cataluña y en 1936 como consecuencia de la guerra civil. En 1977 el municipio de Pruit se unió al de Rupit para formar el de Rupit y Pruït.

## Demografía
| Gráfica de evolución demográfica de Pruit entre 1842 y 1970 |
| |
| Población de derecho según los censos de población del INE. Población de hecho según los censos de población del INE.En este censo se denominaba San Lorenzo de Dosmuns y Pruit: 1842. Entre el censo de 1981 y el anterior, este municipio desaparece porque se agrupa en el municipio Rupit Pruit. |

## Lugares de interés
- Iglesia de San Andrés de Pruit.
- Iglesia de San Lorenzo Dosmunts.

## Curiosidades
En Pruit está instalada la carpa de ensayo de la compañía de teatro Els Joglars.